# Базилика Светог Виталија
Базилика Светог Виталија (итал. Basilica di San Vitale; скраћ. Сан Витале) је византијска црква у Равени посвећена светом Виталију. Саградио ју је цар Јустинијан између 540. и 547. године. Она представља најзначајнији споменик византијске архитектуре у Западној Европи и један од најзначајнијих споменика византијске уметности уопште. Због тога је она, заједно са седам других споменика, уписанa у Унесков списак места светске баштине у Европи 1996. године под називом „Рани хришћански споменици и мозаици у Равени”.

## Историјска позадина
Смештенa на јадранској обали, Равена је била значајна лука која је контролисала трговину између Истока и Запада. Још од 402. била је престоницa Западног римског царства (Маузолеј Гале Плацидије, 5. век), те дуго и Остроготског краљевства у Италији (Теодориков маузолеј, аријанска крстионица и Нова базилика светог Аполинарија). За време цара Јустинијана поновно је постала део Византијског царства. Од 535. године ту је седиште византијске власти у Италији, али и главно место уметничког покровитељства. Јустинијан је тежио обнови хришћанског јединства што се може видети у опсежној градњи (Базилика Светог Аполинарија и Црква светог Виталеа).
Изградњу Базилике светог Виталија покренуо је бискуп Равене Еклезије након путовања у Византију с папом Јованом 525. године. Следеће године, Амаласунта је наследио оца Теодорика као владар Гота и Равене. Иако су обојица били аријанци, Амаласунта је био толерантнији према католицима.
Изградња је започела 526. године на месту мучеништва св. Виталија. Цркву је готово у целости финансирао један богати појединац, Јулије Аргентије (Julianus Argentarius). Он је највероватније био приватни банкар Равене или можда краљевски изасланик Јустинијана, послат да припреми пут за византијско освајање. Византинци су освојили Равену 540. године и базилику, која је започета под Готима, завршила је Византија 548. године. Цркву је посветио епископ Максимијан Равенски, а касније је постала део бенедиктинског манастира.

## Одлике
Црква Светог Виталија се ослања на модел градње примењен у цркви Светог Сергија и Вакха у Цариграду. Има једноставну фасаду од обичне цигле пуног зида, осим великих полукружних прозора на сваком од многих делова цркве. План цркве је централног типа који се увелико разликује од архитектуре Запада која увек има преко аут градњу оријентисану од Истока према Западу. План осмоугла изнад чијег средишњег дела је купола. Средишња лађа компликовано је повезана са бочним бродом и то низом од осам полукружних пилона повезаних екседрама. Свака ниша има галерију на другом спрату (вероватно резервисане за жене). Нартекс је на западу, али није потпуно поравнат са линијом олтарне апсиде с бачвастим сводом на истоку.
Црква оваквог нацрта с куполом преовладава у православљу све од Јустинијана, као што на Западу преовладава базиликални (лонгитудинални) тип.
Унутрашњост цркве је богато украшена мозаицима и инкрустацијама мермера. Простор је потпуно испуњен сјајем жутог светла од незаситне употребе златних декорација.
- Епископски престо
- Саркофаг са сликом Поклоњења мудраца
- Христос са св. Виталијем, епископом Еклезијем и два анђела са мозаика у апсиди.
- Јустинијан са пратњом.
- Теодора са пратњом.

### Мозаици
На великом мозаику у апсиди налази се млади голобради Христос сигурно базиран на Аполоновим приказима на Западу. Његов ореол има уписан крст и одевен је у царску пурпурну одећу. Седи на глобусу, а са обе стране стоји му по један анђео. У рукама држи дијамантску круну коју даје Светом Виталеу који се налази лево. У десном делу мозаика стоји бискуп Еклезије који држи модел цркве у којој се налазе. Премда прикази поседују дозу хеленистичког и римског реализма (нпр. у пејзажу и назнакама сена на фигурама и њиховим драперијама), они су више концептуални. Драперија није приказана да одражава органске облике или покрет у простору, а фигуре су углавном фронталне. Изостанак перспективе је очигледан у Христовој седећој пози – њега не придржава глобус него нам се чини како лебди испред њега.
Све бочне стране презвитеријума испуњене су мозаицима са призорима из Старог завета (Жртва Абелова, Аврамова жртва, Гостопримство Аврамово и др.).
С обе стране олтара налазе се раскошни мозаици (цар Јустинијан са пратњом с десне, те царица Теодора с пратњом са леве стране) који симболизују и одражавају моћ и славу царског двора.
Јустинијанов мозаик приказује Јустинијана у средини одевеног у царску пурпурну одору с дијамантском круном на глави и црвеном ауреолом. Надбискуп Максимијан Равенски носи златни огртач и држи у руци дијамантски крст. Он је истакнут и натписом с његовим именом изнад главе. С Јустинијанове десне стране су два дворјанина и његова наоружана стража. Велики зелени штит испред њих је украшен Христовим монограмом. Намера овог мозаика је очито била да прикаже Јустинијана као Константиновог наследника; да га прикаже као Христовог посланика на земљи који уједињује и црквену и државну власт. Јустинијан никада није лично био у Равени и ови мозаици су служили као визуелни подсетник његове власти.
Насупрот Јустинијановом мозаику, Теодора стоји у осликаној апсиди са својим дворјанима десно и двојицом свештеника са леве стране. Попут њеног мужа обучена је у царско пурпурно рухо, а глава јој је окружена ореолом. Она нуди златни пехар у гесту која подсећа на „Поклонство краљева” који су извезени на дну њене хаљине.
Илузија покрета на овим фигурама није постигнута илузијом простора него понављањем и богатим, колористичким узорцима. Најбољи пример обрнуте перспективе је фонтана – крстионица у левом делу Теодориног мозаика.
Портрети фигура приказују византијски идеал лепоте: високе истањене фигуре, овалних глава са продорним очима, повијеним обрвама, дугог и танког носа, малих уста, малих стопала у односу на величину тела, те раскошно декорисане одеће. Свака сцена је лишена покрета. Ликови на тим мозаицима су типизирани, статични, церемонијални, огромних очију, а позадина је златна. Небо је увек боје злата у раном хришћанству и Византији у жељи да се ликови сместе у духовно окружење. Христос као „светло света” је основа за симболику светла у хришћанству, и подсећа на источњачке култове божанстава сунца из ранијих периода.